# 乳鉢坊

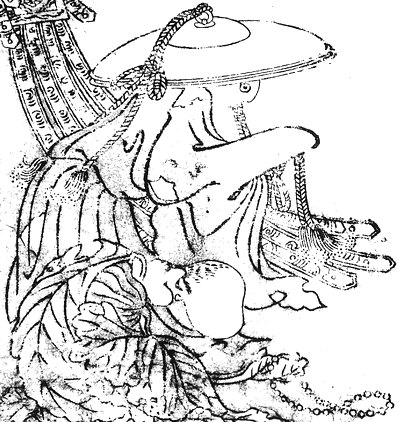
鳥山石燕『百器徒然袋』より「乳鉢坊」（上）

乳鉢坊（にゅうばちぼう）は、鳥山石燕 『百器徒然袋』に描かれている日本の妖怪で、銅盤の妖怪である。
銅盤を頭にかぶった人のような姿で、瓢箪の妖怪である瓢箪小僧と共に描かれている。室町時代の『百鬼夜行絵巻』にも同じ形状な妖怪が描かれているので、これをモデルとして石燕が描いて名づけた妖怪であろうと考えられている。銅盤は芝居の鳴り物にも使われる楽器で、鐃鈸（にょうはち、にゅうばち）あるいは銅鈸子（どうばつし）・銅拍子とも呼ばれる。本来は寺社などで僧侶が法会をおこなう時などに使用していた金属製の輸入楽器である。稲田篤信は石燕の描いた乳鉢坊について、摺鉦（すりがね）の妖怪であろうかと解説している。
どのような妖怪か他の鳥山石燕の描いている妖怪たち同様に明確ではない点が多いが、平成以降は、大きな音を鳴らして人を驚かせるなどと解説されていることが多い。